# 펠 방정식

인 경우의 펠 방정식

펠 방정식(Pell方程式, 영어: Pell's equation)은 디오판토스 방정식의 하나이다.

## 정의
펠 방정식은 다음과 같은, {\displaystyle x,y}에 대한 디오판토스 방정식이다.
{\displaystyle x^{2}-ny^{2}=1\qquad x,y\in \mathbb {Z} ^{+}}
여기서 {\displaystyle n\in \mathbb {Z} ^{+}}은 제곱수가 아닌 양의 정수이다. 대수적 수론의 용어를 사용하면, 펠 방정식은 이차 수체 {\displaystyle \mathbb {Z} [{\sqrt {n}}]}에서 노름이 1인 원소들 {\displaystyle x+y{\sqrt {n}}}을 찾는 문제이다.

## 해법
펠 방정식의 해법은 두 단계로 나뉜다.
1. 주어진 n에 대하여, {\displaystyle x_{1}}이 최소인 해 {\displaystyle (x_{1},y_{1})}을 구한다. 이 해를 기본해(영어: fundamental solution)라고 한다.
2. 기본해로부터 다른 모든 해들을 계산한다.

### 기본해의 계산
펠 방정식의 기본해는 다음과 같이 계산할 수 있다. 우선
{\displaystyle {\frac {x}{y}}\left(1-1/2x^{2}-1/8x^{4}-1/16x^{6}-\cdots \right)={\sqrt {x^{2}-1}}/y={\sqrt {n}}}
이므로, {\displaystyle x/y}는 {\displaystyle {\sqrt {n}}}을 근사하는 것을 알 수 있으며, 그 오차는 ({\displaystyle x>1}이라면)
{\displaystyle 0<x/y-{\sqrt {n}}={\frac {x-{\sqrt {x^{2}-1}}}{y}}<1/y}
이다. 따라서, {\displaystyle x/y}는 {\displaystyle {\sqrt {n}}}의 최적 유리 근사이다. 따라서, 기본해는 {\displaystyle {\sqrt {n}}}의 연분수 전개를 계산하여, 이를 주어진 차수에서 절단한 유리 근사들을 계산한 뒤, 이들이 펠 방정식을 만족시키는지 시험하여 얻을 수 있다.

### 추가 해의 계산
펠 방정식의 기본해 {\displaystyle (x_{1},y_{1})}이 주어지면, 나머지 해 {\displaystyle (x,y)}는 모두 다음과 같은 꼴로 주어진다.
{\displaystyle x_{k}+y_{k}{\sqrt {n}}=(x_{1}+y_{1}{\sqrt {n}})^{k}}
즉, 다음과 같은 점화식에 의하여 주어진다.
{\displaystyle x_{k+1}=x_{1}x_{k}+ny_{1}y_{k}}
{\displaystyle y_{k+1}=x_{1}y_{k}+y_{1}x_{k}}

## 역사
펠 방정식은 이미 기원전 수 세기전부터, 무리 제곱근의 유리 근삿값을 구하기 위하여 널리 연구되었다.

### 인도 수학
기원전 800년 경의 인도 수학자 바우다야나(산스크리트어: बौधायन)는 《바우다야나 슐바 수트라》(산스크리트어: बौधायन शुल्ब सूत्र) 61절~62절에서 {\displaystyle {\sqrt {2}}}에 대하여 다음과 같은 유리 근삿값을 언급한다.
정사각형의 두 배. 길이를 1/3만큼 증가시키고, 1/4만큼 증가시키고, 1/34만큼 감소시킨다. 이것이 대각선의 길이다.
समस्य द्विकरणी प्रमाणं तृतीयेन वर्धयेत्
तच् चतुर्थेनात्मचतुस्त्रिंशोनेन सविशेषः

즉, 다음과 같은 근삿값이다.
{\displaystyle {\sqrt {2}}\approx 1+{\frac {1}{3}}+{\frac {1}{3\cdot 4}}-{\frac {1}{3\cdot 4\cdot 34}}={\frac {17}{12}}-{\frac {1}{3\cdot 4\cdot 34}}={\frac {577}{408}}}
이 근삿값들은 {\displaystyle n=2} 펠 방정식으로부터 유도된 것으로 추측된다. 즉, {\displaystyle n=2} 펠 방정식의 해
{\displaystyle (x,y)=(17,12)}
{\displaystyle (x,y)=(577,408)}
로부터 유도된 것이다.
기원후 7세기의 브라마굽타는 628년 경 출판된 책 《브라마스푸타시단타》(산스크리트어: ब्राह्मस्फुटसिद्धान्त)에서, 오늘날 브라마굽타 항등식이라고 불리는 공식을 사용하여 펠 방정식의 해에 대한 점화식을 발견하였다. 12세기의 바스카라 2세(산스크리트어: भास्कराचार्य, 1114–1185)는 1150년에 일반적인 n에 대한 펠 방정식의 일반해를 유도하였고, 이를 사용하여 {\displaystyle n=61}인 경우의 해
{\displaystyle x=1766319049,y=226153980}
를 제시하였다.

### 그리스와 아랍 수학
기원전 3세기에, 아르키메데스는 {\displaystyle n=3} 펠 방정식을 사용하여 3의 제곱근에 대한 다음과 같은 유리 근삿값을 얻었다.
{\displaystyle {\sqrt {3}}\approx {\frac {1351}{780}}}
기원후 205년 경에 디오판토스는 다음과 같은 디오판토스 방정식을 고려하였다.
{\displaystyle a^{2}x^{2}+c=y^{2}}
그는 이 방정식을 {\displaystyle a=1,c=-1,1,12}일 때와, {\displaystyle a=3,c=3}일 때에 대하여 풀었다.
기원후 10세기 페르시아의 수학자 알카라지(페르시아어: ابوبکر کرجی)는 디오판토스의 기법을 바탕으로 하여 펠 방정식에 대한 연구를 계속하였다.

### 유럽 수학
유럽 수학에서 펠 방정식의 일반해는 17세기 영국의 윌리엄 브롱커가 최초로 발견하였다. 브롱커의 해법이 옳고, 이 해법으로 모든 해를 구할 수 있다는 것은 조제프루이 라그랑주가 1766년~1769년 동안 증명하였고, 펠 방정식이 항상 무한히 많은 해를 가진다는 것을 증명하였다.
"펠 방정식"이라는 이름은 영국의 수학자 존 펠(영어: John Pell, 1611 – 1685)의 이름을 딴 것이다. 펠은 펠 방정식과 별다른 관계가 없으나, 레온하르트 오일러가 1759년에 펠과 브롱커의 이름을 혼동하여 잘못 이름붙였다.